# تومور برنر
تومور برنر (انگلیسی: Brenner tumour) یک زیرگروه ناشایع از گروه تومورهای استرومائی-اپیتلیومی سطحی تخمدان هستند. بیشتر تومور برنر خوش‌خیم هستند، اما برخی نیز ممکن است بدخیم باشند.
آنها اغلب به‌طور تصادفی در معاینه لگن یا لاپاراتومی یافت می‌شوند. تومورهای برنر به ندرت می‌توانند در مکان‌های دیگر از جمله بیضه‌ها ایجاد شوند.
این تومور به افتخار فریتس برنر نام‌گذاری شده است.

## تظاهر
در معاینه ظاهری و ماکروسکوپی آسیب‌شناختی، تومور برنر توپُر، با حاشیه کاملاً مشخص و به رنگ زرد یا زرد کم رنگ هستند. ۹۰٪ یک‌طرفه هستند (در یک تخمدان ایجاد می‌شوند، تخمدان دیگر تحت تأثیر قرار نمی‌گیرد). اندازه تومورها می‌تواند از کمتر از ۱ سانتی‌متر (۰٫۳۹ اینچ) تا ۳۰ سانتی‌متر (۱۲ اینچ) متفاوت باشد. تومورهای بینابینی و بدخیم برنر نیز وجود دارند، اما نادر هستند.